# Le Faisceau
Le Faisceau (in francese: Il fascio) è stato un partito politico fascista francese, che si risolse in un esperimento politico di breve durata. Fondato l'11 novembre 1925 da Georges Valois, era stato preceduto dal suo giornale, Le Nouveau Siècle, iniziato come settimanale il 26 febbraio, e diventato quotidiano dopo la creazione del partito.

## Creazione

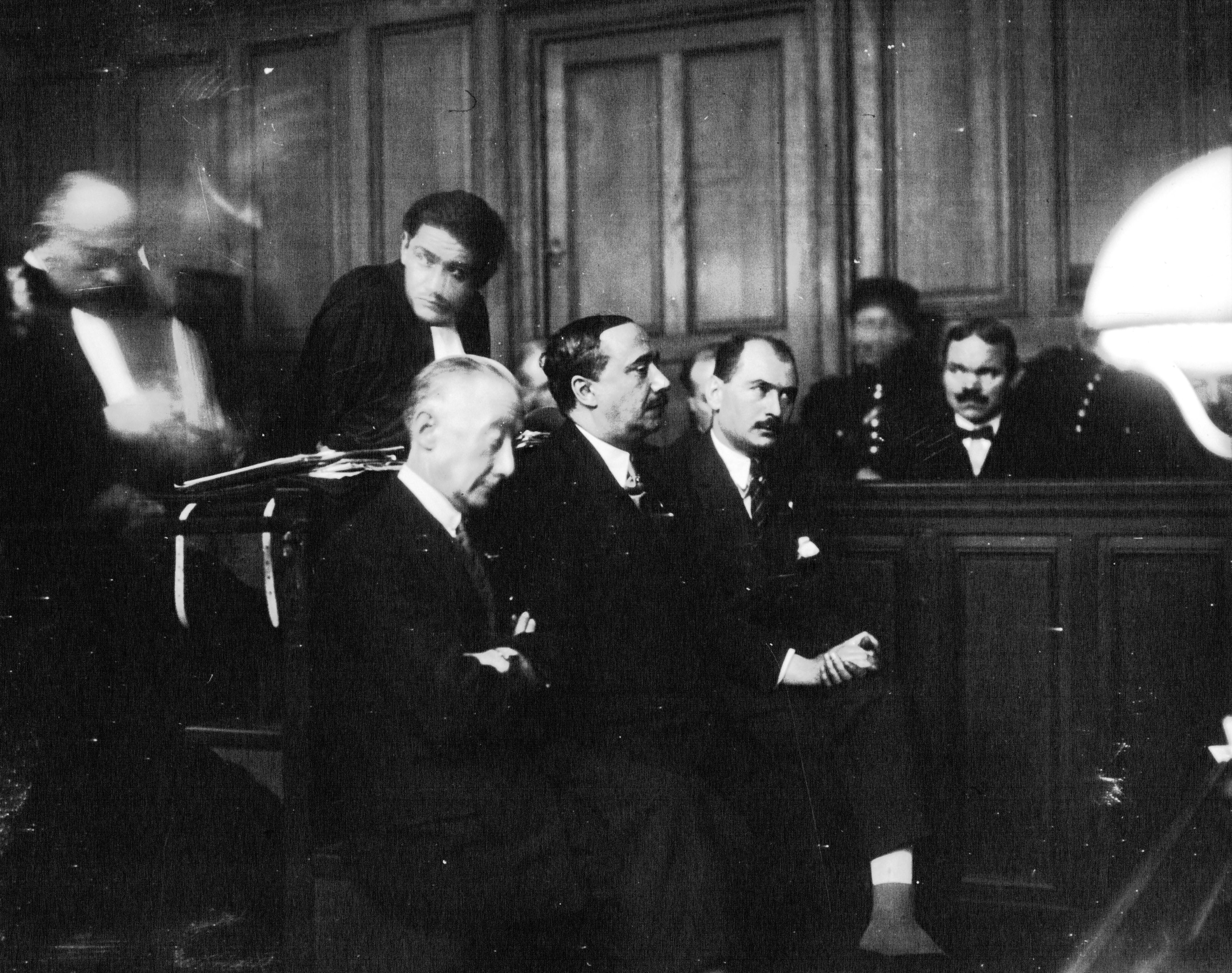
Maurice Langlois-Longueville, Georges Valois e Jacques Arthuys, membri del Faisceau, in tribunale (24 gennaio 1927)

I collaboratori di Le Nouveau Siècle originariamente inclusero Valois, Philippe Barrès, Eugène Mathon, Henri Massis e Xavier Vallat, ma subito dopo la fondazione, il partito è stato oggetto di aspri attacchi da parte dell'Action Française, che lo ha ritenuto un potenziale rivale, ed i più noti nomi sono stati intimiditi. Barrès e Mathon sono stati tra coloro che sono rimasti.
Il Faisceau aveva preso in prestito il suo nome dal Fascio italiano del Partito Nazionale Fascista (PNF), e ha inoltre adottato il loro stile paramilitare - con uniformi color pastello, cerimonie, bandiere, e parate, ma anche un'espressa ammirazione per Benito Mussolini. Anche da ampie indagini, la polizia francese ha omesso di rivelare qualsiasi collegamento, ufficiale o non ufficiale con il PNF e l'Italia. Molte delle sue idee sono state quelle già stabilite dalla destra, con derivanti soprattutto dal lavoro di Maurice Barrès. Valois ha sostenuto che Le Cocarde, giornale di Barrès, era stato il primo giornale fascista.
Tra gli aderenti al partito può essere ricordato il celebre architetto Le Corbusier, che militò nel Faisceau assieme all'amico medico Pierre Winter e all'ingegnere e urbanista François de Pierrefeu.

## Il totalitarismo e il corporativismo
Il Faisceau ha predicato un "nazionalismo" dello Stato (ossia per il bene di tutte le classi sociali, piuttosto che l'allora Stato "borghese" o un eventuale Stato proletario, di matrice marxista) con una forte carica di totalitarismo. Così, nei suoi obiettivi ha incluso il colpo di Stato e la dittatura, anche se non ha fatto alcun passo concreto verso il raggiungimento di tali fini. Né è chiaro se il dittatore doveva essere Valois stesso: in effetti egli non ha mai manifestato alcuna volontà di incarnare questa funzione e Maxime Weygand potrebbe essere stato il candidato preferito di alcuni membri del Faisceau.
Il Faisceau ha incontrato gravi problemi sin dalla fondazione. Valois - un ex-anarco-sindacalista convertito in orléanista, poi iscritto all'Action Française (formazione abbandonata dopo la prima guerra mondiale) - e l'industriale che ha finanziato il partito, Eugène Mathon (il proprietario di una grande impresa tessile) e il fabbricante di profumi François Coty hanno propeso tutti a favore del corporativismo come la base di organizzazione economica. Tuttavia, divenne presto chiaro che essi avevano idee diverse su ciò che significa il termine corporativismo. Per Valois, significava una forma di organizzazione basata sul controllo operaio nelle fabbriche noto come "democrazia economica", mentre Mathon lo interpretava come una variante del laissez-faire capitalistico, dove gli uomini d'affari come lui dovrebbero essere in carica, senza alcuna interferenza da parte dello Stato e delle maestranze.
Queste differenze hanno portato Mathon e Coty ad abbandonare il partito poco dopo la fondazione, lasciandolo in una precaria situazione finanziaria, aggravata dal fallimento commerciale di Le Nouveau Siècle.

## Valois e la sua versione del socialismo
Valois considerava il fascismo una rivolta contro la "regola borghese", e come tale ha molto in comune con il marxismo - descritti da lui come "fratelli nemici". Il Faisceau però non mai messo in dubbio la legittimità della proprietà privata, ma Valois, tuttavia, ha ritenuto che il socialismo non fosse il suo principale nemico, egli ha affermato che il fascismo aveva "esattamente lo stesso obiettivo del socialismo", anche se ha considerato quest'ultimo come sbagliato nei metodi per il conseguimento di tale scopo.
Il partito ha cercato di porsi al di sopra della dicotomia "sinistra-destra", ma questa sua prospettiva si è rivelata una fonte di ulteriori problemi. La maggior parte dei suoi militanti provenienti da destra, in particolare l'estrema destra (questo spiega l'ostilità della Action Française: molti militanti di questa si unirono ai Faisceau, essendo delusi per la mancanza di dinamismo di Charles Maurras, della tolleranza verso la Chiesa cattolica romana e verso il conservatorismo orléanista e il suo funzionamento principale come società letteraria). Lavorò sodo per reclutare persone da sinistra, con un certo successo: in particolare, Marcel Delagrange, ex dirigente del Partito comunista francese (PCF) e sindaco di Périgueux, e l'anarco-sindacalista (e futuro ministro di Vichy) Hubert Lagardelle.
Queste minori vittorie non sono mai state proporzionate allo sforzo investito dalla Faisceau, e il gruppo fallì nello scopo di sfondare a sinistra, pur diventando il nemico della destra - mentre in Italia, a differenza, quest'ultima non è stata forte abbastanza da non dover contare sui fascisti contro la sinistra.
Gli obiettivi sono stati davvero radicali, ma le sue azioni non sopravvissero. Il partito, che ha forma paramilitare in "legioni" - ha di solito funzionato come metodo di auto-difesa contro attacchi da parte delle Camelots du Roi dell'Action Française. Raramente si scontrarono con le forze di polizia, e il loro grande impegno negli scontri fu con il PCF, come si è verificato nella riunione a Reims il 27 giugno 1926. Coloro che hanno aderito sperando nella rivoluzione hanno cominciato a defluire, ed entro la fine del 1926, la fuoriuscita di militanti è stata veloce - il calo è stato accelerato dalla formazione di un governo di destra formato da Raymond Poincaré, che stabilizzò il Franco francese.
Il Faisceau ha cessato di esistere nel 1928. Valois stesso, la cui politica si fece sempre più estremamente anticapitalista, è stato escluso dal partito, i cui resti fondarono il Partito Fascista Rivoluzionario.